# Augustyn Łukosz
Augustyn Łukosz (ur. 17 sierpnia 1884 w Stonawie, zm. 27 października 1940 w Mauthausen) – działacz polskiej mniejszości narodowej w Czechosłowacji, poseł na Sejm Śląski (1938–1939), z zawodu kolejarz, założyciel i prezes PPSD (1935–1937).

## Życiorys
Po ukończeniu szkoły ludowej w Stonawie pracował jako górnik w kopalni w Karwinie, później został kolejarzem. W czasach Austro-Węgier pełnił służbę zwrotniczego na stacji w Łąkach nad Olzą.
Od wczesnej młodości zaangażowany w ruch robotniczy, został członkiem Polskiej Partii Socjaldemokratycznej Galicji i Śląska Cieszyńskiego, a później PPS.
Po podziale Śląska Cieszyńskiego pozostał w Czechosłowacji, gdzie przyczynił się do powstania Polskiej Socjalistycznej Partii Robotniczej (PSPR). Reprezentował jej odłam przeciwny współpracy z komunistami.
W trakcie działalności pisywał do organu PSPR "Robotnik Śląski". Angażował się społecznie, był współzałożycielem Polskiego Stowarzyszenia Robotniczego Oświatowo-Gimnastycznego "Siła" w Czeskim Cieszynie. Związał się z czechosłowacką spółdzielczością.
W sierpniu 1934 roku został wykluczony z PSPR na skutek ideowych rozbieżności z kierownictwem partii: opowiadał się za budowaniem porozumienia ogółu organizacji polonijnych w Czechosłowacji, a zarząd partii postawił na współpracę z czeską socjaldemokracją jako najbardziej przychylną prawom mniejszości.
W 1935 roku założył Polską Partię Socjaldemokratyczną (PPSD). Od marca do lipca 1935 roku redagował jej organ prasowy "Naprzód". W 1937 roku został członkiem Polskiej Partii Ludowej (PPL), gdy socjaldemokraci zjednoczyli się z SL.
Po przyłączeniu Zaolzia do Polski prezydent Mościcki mianował go posłem do Sejmu Śląskiego. Mandat sprawował do jesieni 1939 roku.
Podczas okupacji nazistowskiej umieszczony w obozie koncentracyjnym w Skrochowicach koło Opawy, później przewieziony do Mauthausen, gdzie zmarł.